# Ramal ferroviario Once-Santa Rosa-Toay
El Ramal Once - Santa Rosa - Toay (Ramal S-A entre Once y Villa Luro, Ramal S-B entre Villa Luro y Bragado y Ramal S-C entre Bragado y Toay) pertenece al Ferrocarril Domingo Faustino Sarmiento, Argentina.

## Ubicación
Se halla en la ciudad de Buenos Aires y en las provincias de Buenos Aires y La Pampa. Tiene una extensión de 615 km.

## Servicios
Es el ramal principal de la red, usado para transporte de pasajeros y de cargas agrarias.
Presta un servicio de pasajeros de larga distancia entre las estaciones Once y Bragado a cargo de la empresa estatal Trenes Argentinos Operaciones.
Es operada en el Área Metropolitana de Buenos Aires por la empresa estatal Trenes Argentinos Operaciones entre la Estación Once y Mercedes, con el nombre de Línea Sarmiento.
Los servicios de carga están a cargo de la empresa estatal Trenes Argentinos Cargas entre Mercedes y Bragado, y por FerroExpreso Pampeano entre Bragado y Toay.

## Historia
El ramal fue construido por la empresa Ferrocarril Oeste de Buenos Aires. Fue la primera línea férrea del país, inaugurándose el 29 de agosto de 1857 el trayecto urbano de la ciudad de Buenos Aires. En 1866 ya llegaba a Chivilcoy. Las vías llegaron a Santa Rosa en 1897.
En mayo de 1948, con la nacionalización de los ferrocarriles, el ramal pasó a formar parte del Ferrocarril Domingo Faustino Sarmiento de la red férrea argentina.
En el año 2001, en medio del conflcito y el abandono por parte del Estado que se desató luego de las privatizaciones de los ferrocarriles, cesaron los servicios de pasajeros que cubrían el ramal.
En octubre de 2014, tras 13 años de inactividad, y luego de la decisión del gobierno nacional de reactivar las frecuencias en el país, se reactivó oficialmente el servicio entre la estación de Once y Santa Rosa, ante la presencia de funcionarios provinciales y municipales. Al ramal se lo contempló en el Plan Operativo Quinquenal 2016-2020 del Ministerio de Transporte de la Nación del entonces ministro Florencio Randazzo teniendo previsto su renovación y modernización integral y así poder cubrir el tramo Once-Santa Rosa en 8 horas con una frecuencia diaria, desafortunadamente, el proyecto fue descartado por el ministro que asumió con el cambio de gobierno, en 2015, Guillermo Dietrich.
En agosto de 2015 el servicio fue temporalmente acortado hasta Chivilcoy debido a la caída de dos puentes por causa de graves inundaciones, manteniéndose un servicio “de emergencia” con cochemotores entre General Pico y Santa Rosa. Este último, sin embargo, fue eliminado en enero de 2016 quedando sin trenes la provincia de La Pampa.
En mayo de 2018 se agregó una segunda frecuencia semanal y en julio de 2019 se reactivó el servicio desde Chivilcoy hasta Bragado, al mes siguiente se agregó una parada intermedia en Vaccarezza.
El 22 de julio de 2022, se concretó la rehabilitación del servicio regular de pasajeros hasta Pehuajó tras casi 7 años de permanecer inactivo. El anuncio quedó oficializado tras la realización de un viaje de prueba denominado "marcha blanca" y un acto oficial encabezado por el ministro de Transporte, Alexis Guerrera, quien estuvo acompañado por el presidente de SOFSE, Martín Marinucci, entre otras autoridades nacionales y locales. El retorno del tren estaba en evaluación desde el 2020, pero el proyecto sufrió diversas demoras: primero debido a la pandemia, luego por retrasos en las obras y finalmente por divergencias con Ferroexpreso Pampeano, la concesionaria que continúa controlando la infraestructura y el control de la circulación de trenes del ramal en virtud de una prórroga otorgada por el propio Ministerio de Transporte.
La rehabilitación del tren a Pehuajó es vista como el puntapié inicial para que en una segunda etapa se pueda recuperar el servicio hasta General Pico y Santa Rosa, en la provincia de La Pampa afirmándose desde el Ministerio de Transporte que está trabajando para que la reactivación se concrete.
En octubre de 2024 se suspendió el servicio de pasajeros entre Bragado y Pehuajó.

## Imágenes

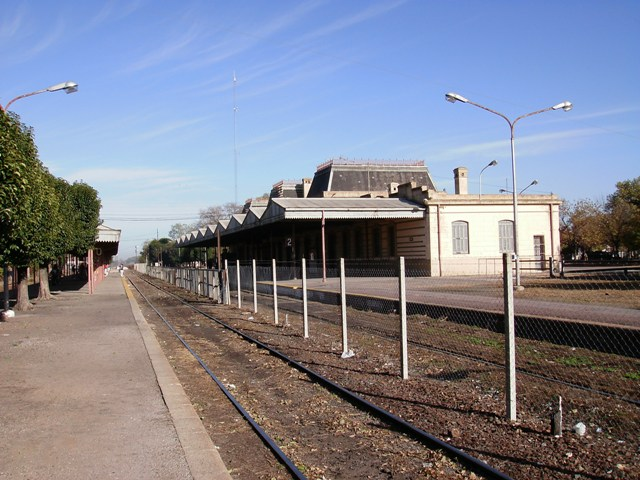
Estación Luján
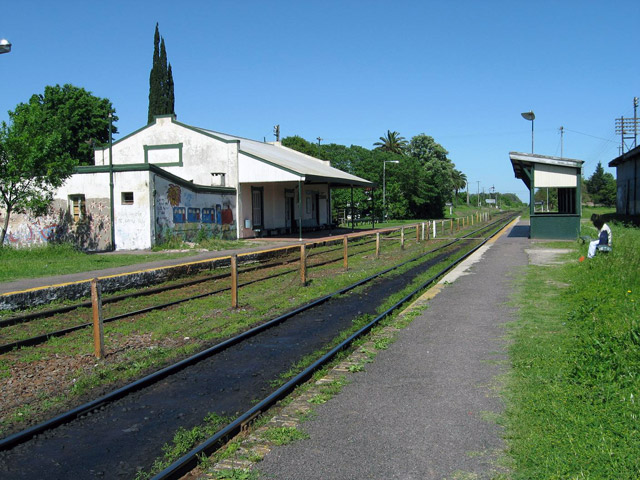
Estación Jáuregui
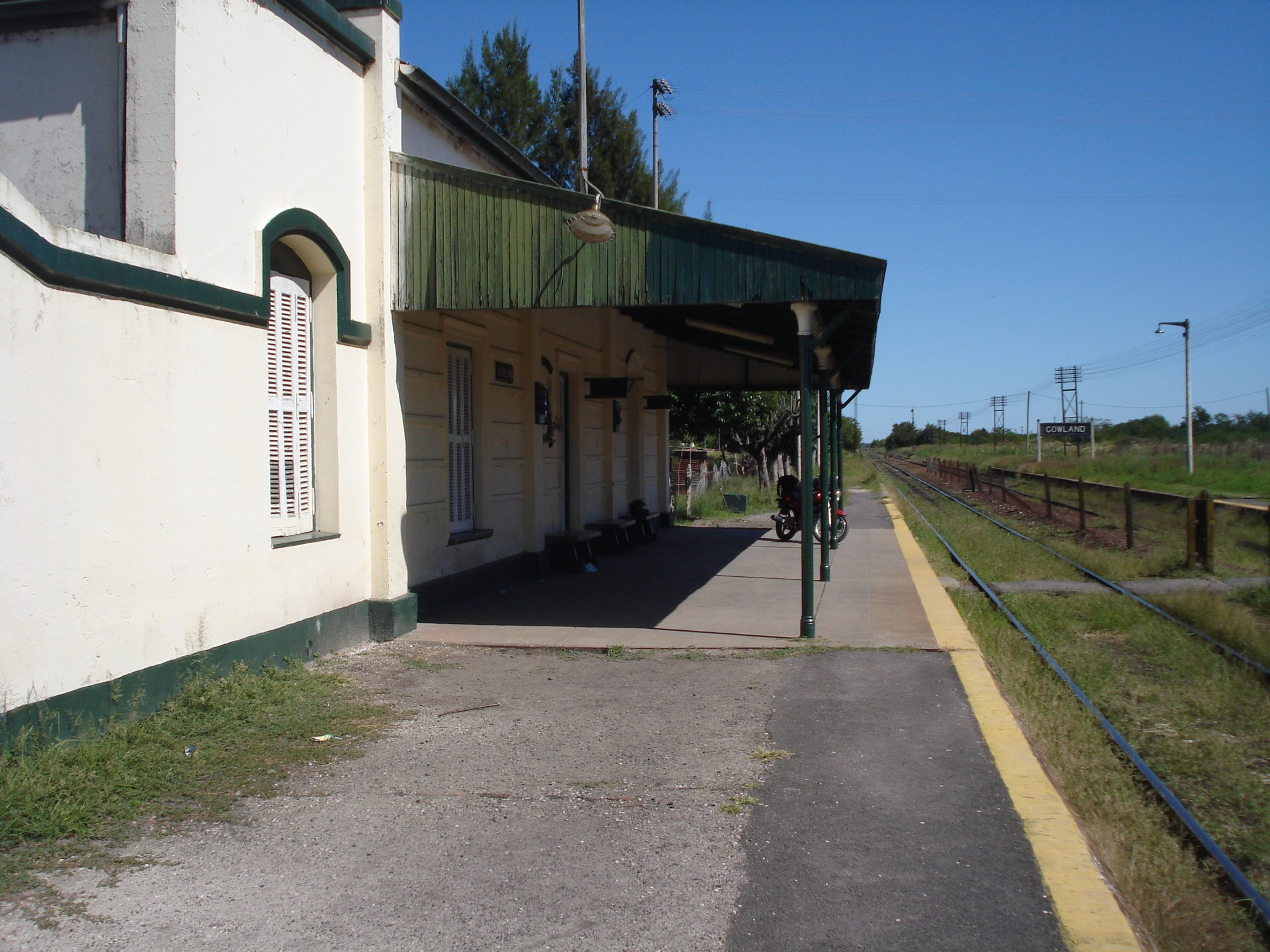
Estación Gowland
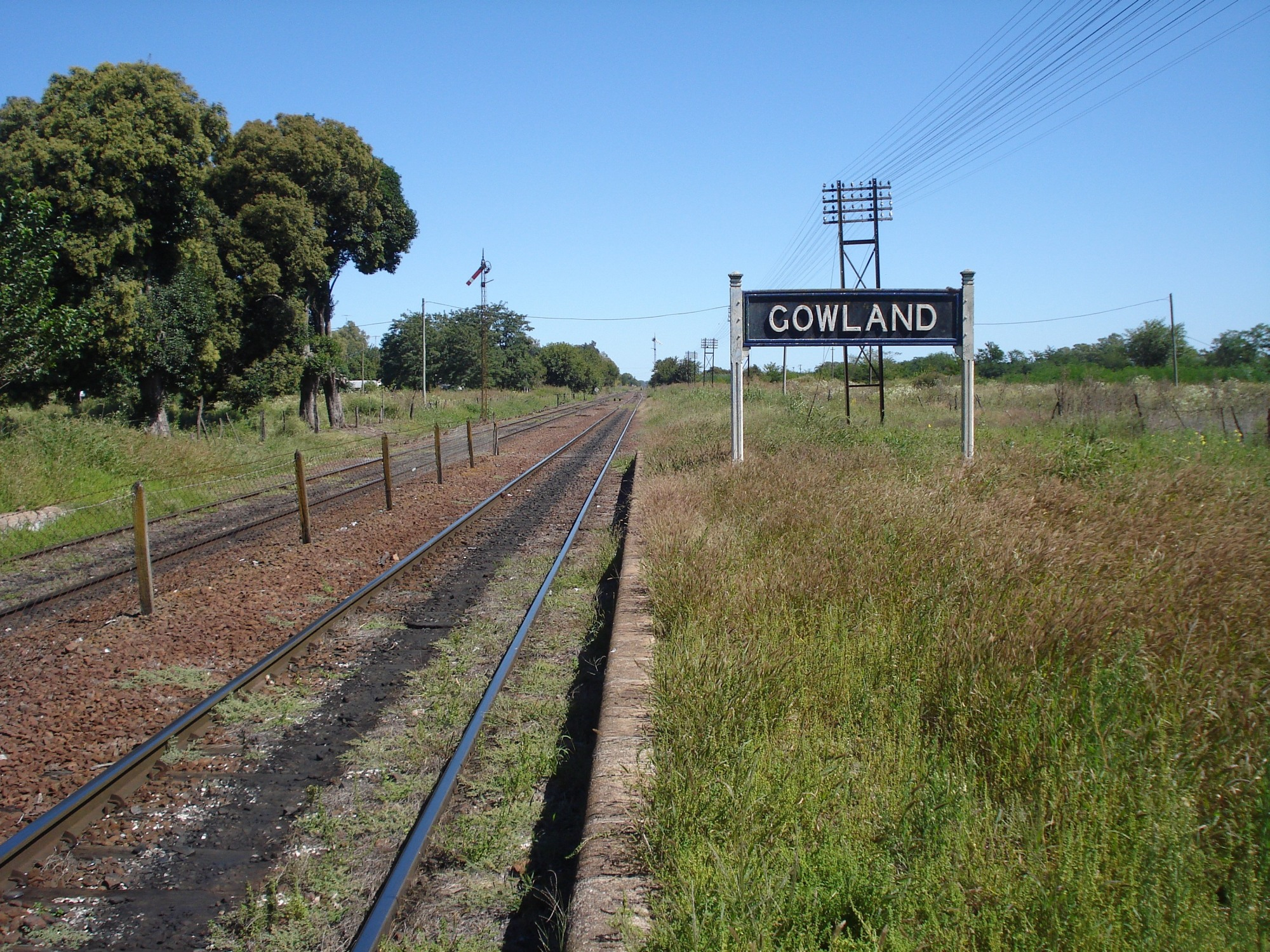
Nomenclador Estación Gowland
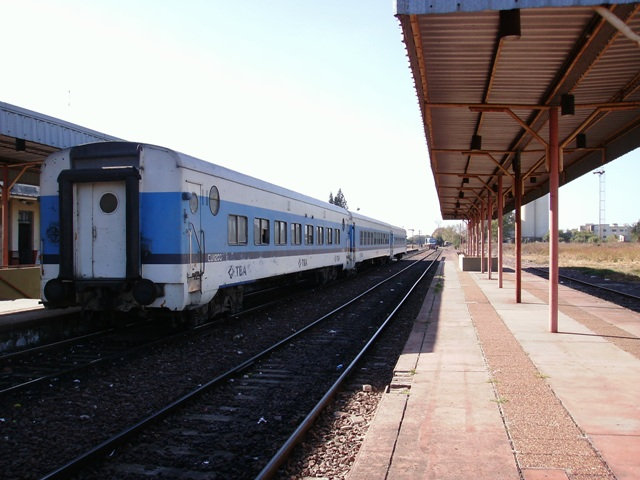
Estación Mercedes
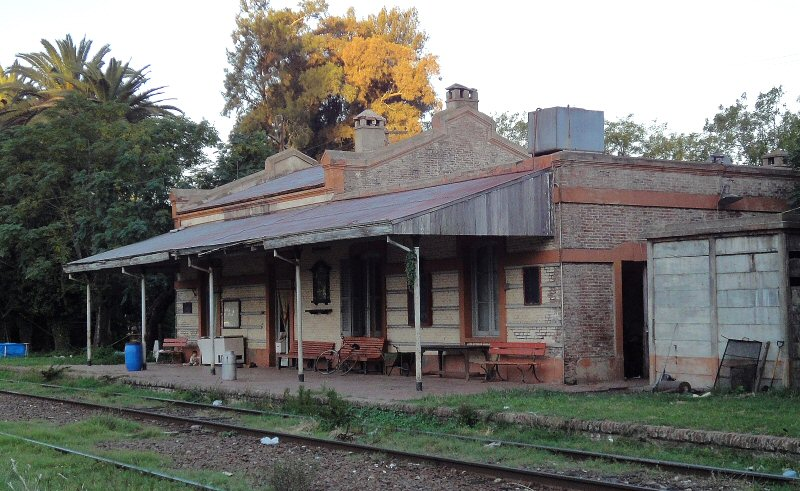
Estación Manuel José García
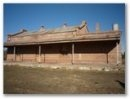
Estación Lonquimay
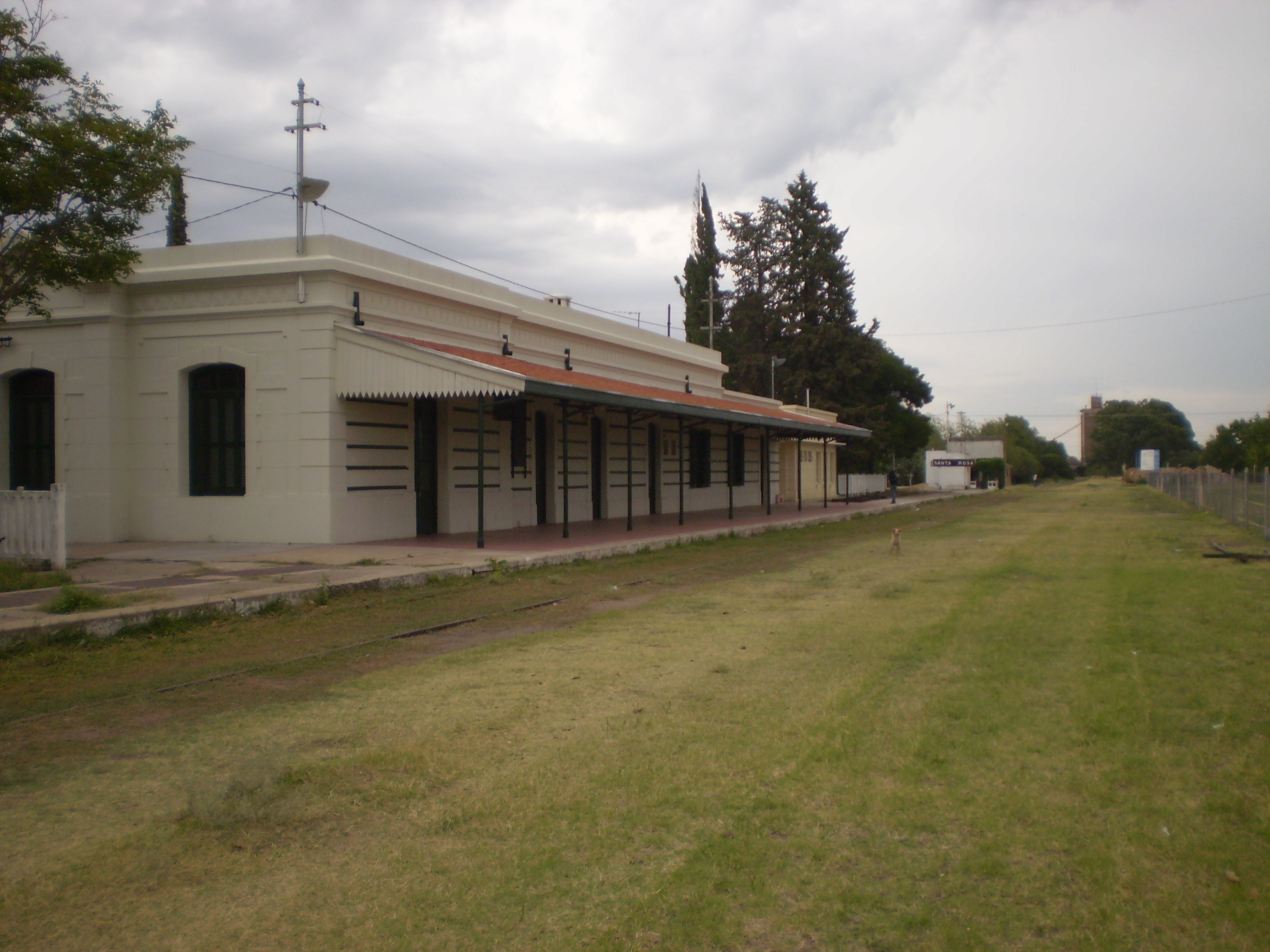
Estación Santa Rosa